# Каракумський сільський округ (Ордабасинський район)
Караку́мський сільський округ (каз. Қарақұм ауылдық округі, рос. Каракумский сельский округ) — адміністративна одиниця у складі Ордабасинського району Туркестанської області Казахстану. Адміністративний центр та єдиний населений пункт — село Каракум.
Населення — 2782 особи (2021; 3114 у 2009, 3068 у 1999, 2953 у 1989).
Станом на 1989 рік існувала Октябрська сільська рада (село Октябр) у складі Ариського району.